# 黒川圭介
黒川 圭介（くろかわ けいすけ、1997年4月13日 - ）は、兵庫県明石市出身のプロサッカー選手。Jリーグ・ガンバ大阪所属。ポジションはディフェンダー（DF）。

## 略歴
ヴィッセル神戸伊丹U-15から大阪桐蔭高校を経て関西大学に進学。関西大学では左サイドバックとしてレギュラーを獲得し、全日本大学選抜にも選出された。2018年12月、3年生ながらガンバ大阪に加入が内定した。内定後に特別指定選手に承認されると2019年4月24日、ルヴァンカップ第4節のジュビロ磐田戦でデビューしてアシストを記録した。5月11日、第11節のサガン鳥栖戦で途中出場し、Jリーグデビューを果たした。
2020年9月19日、U-23チームとして出場したJ3第16節のヴァンラーレ八戸戦でプロ入り初得点を決めた。
2021年4月7日、第7節のアビスパ福岡戦でJ1初先発を果たした。
2022年4月2日、第6節の名古屋グランパス戦でJ1初得点を決めた。同シーズンはチームの主力を務め、29試合に出場し2得点を記録した。
2023年もチームの主力を務め、リーグ戦も累積警告による出場停止1試合を除いてリーグ戦全33試合に出場して2得点を記録。
2024年シーズンより2023年限りで退団した藤春廣輝から4番を任され、4番を背負うこととなった。

## プライベート
黒川圭介は天然の落ち着きと規律を重視しており、疲労回復のためにサウナや自宅でのプライベートサウナを活用することを習慣としている。心身のリフレッシュに効果的だと語っている。
また、大学時代の先輩・荒木隼人選手との交流を大切にしており、オフには食事に誘ってもらう関係だと述べている。プロ同士として切磋琢磨する中でも、ピッチ外の関係性が心の支えとなっている様子がうかがえる。
そのほか、大学時代からの親友であるセレッソ大阪の毎熊晟矢選手とは定期的に連絡を取り合っており、「追いつけ、追い越せ」というライバル意識を持ちつつ切磋琢磨している関係が、モチベーション維持の一助となっていると語っている。

## 所属クラブ
- FC高津
- FCライオスJr.ユース
- ヴィッセル神戸伊丹U-15
- 2013年 - 2015年 大阪桐蔭高校
- 2016年 - 2019年 関西大学
  - 2019年 ガンバ大阪（特別指定選手）
- 2020年 - ガンバ大阪

## 個人成績
| 国内大会個人成績 | 国内大会個人成績 | 国内大会個人成績 | 国内大会個人成績 | 国内大会個人成績 | 国内大会個人成績 | 国内大会個人成績 | 国内大会個人成績 | 国内大会個人成績 | 国内大会個人成績 | 国内大会個人成績 | 国内大会個人成績 |
| 年度             | クラブ           | 背番号           | リーグ           | リーグ戦         | リーグ戦         | リーグ杯         | リーグ杯         | オープン杯       | オープン杯       | 期間通算         | 期間通算         |
| 年度             | クラブ           | 背番号           | リーグ           | 出場             | 得点             | 出場             | 得点             | 出場             | 得点             | 出場             | 得点             |
| 日本             | 日本             | 日本             | 日本             | リーグ戦         | リーグ戦         | リーグ杯         | リーグ杯         | 天皇杯           | 天皇杯           | 期間通算         | 期間通算         |
| ---------------- | ---------------- | ---------------- | ---------------- | ---------------- | ---------------- | ---------------- | ---------------- | ---------------- | ---------------- | ---------------- | ---------------- |
| 2019             | G大阪            | 24               | J1               | 1                | 0                | 2                | 0                | -                | -                | 3                | 0                |
| 2020             | G大阪            | 24               | J1               | 2                | 0                | 2                | 0                | 0                | 0                | 4                | 0                |
| 2021             | G大阪            | 24               | J1               | 19               | 0                | 1                | 0                | 3                | 0                | 23               | 0                |
| 2022             | G大阪            | 24               | J1               | 29               | 2                | 3                | 0                | 2                | 0                | 35               | 2                |
| 2023             | G大阪            | 24               | J1               | 33               | 2                | 7                | 0                | 0                | 0                | 40               | 2                |
| 2024             | G大阪            | 4                | J1               | 38               | 0                | 0                | 0                | 6                | 0                | 44               | 0                |
| 2025             | G大阪            | 4                | J1               |                  |                  |                  |                  |                  |                  |                  |                  |
| 通算             | 日本             | 日本             | J1               | 122              | 4                | 15               | 0                | 11               | 0                | 148              | 4                |
| 総通算           | 総通算           | 総通算           | 総通算           | 122              | 4                | 15               | 0                | 11               | 0                | 148              | 4                |

| 2020   | G大23  | 24     | J3     | 19 | 1 | 19 | 1 |
| 通算   | 日本   | 日本   | J3     | 19 | 1 | 19 | 1 |
| 総通算 | 総通算 | 総通算 | 総通算 | 19 | 1 | 19 | 1 |

| 国際大会個人成績 | 国際大会個人成績 | 国際大会個人成績 | 国際大会個人成績 | 国際大会個人成績 |
| 年度             | クラブ           | 背番号           | 出場             | 得点             |
| AFC              | AFC              | AFC              | ACL              | ACL              |
| ---------------- | ---------------- | ---------------- | ---------------- | ---------------- |
| 2021             | G大阪            | 24               | 6                | 0                |
| 2025/26/2        | G大阪            | 4                |                  |                  |
| 通算             | AFC              | AFC              | 6                | 0                |

2019年は特別指定選手。
- 公式戦初出場 - 2019年4月24日 ルヴァンカップ予選リーグ第4節 vsジュビロ磐田（パナソニックスタジアム吹田）
- Jリーグ初出場 - 2019年5月11日 J1第11節 vsサガン鳥栖（駅前不動産スタジアム）
- Jリーグ初得点 - 2020年9月19日 J3第16節 vsヴァンラーレ八戸（パナソニックスタジアム吹田）

## 代表・選抜歴
- U-19全日本大学選抜
  - アジア大学サッカーチャンピオンシップ（2016年）
- 全日本大学選抜
  - デンソーカップサッカー（2017年 - 2019年）
  - DENSO CUP SOCCER 大学日韓(韓日)定期戦（2018年）

## タイトル

### クラブ
大阪桐蔭高校
- 高円宮杯 JFA U-18サッカープリンスリーグ関西1部：1回（2013年）

関西大学
- 関西学生サッカー選手権：1回（2016年）
- 大阪サッカー選手権大会：1回（2016年）